# Trapped (Série de TV islandesa)
Trapped (em islandês:  Ófærð) é uma série de televisão islandesa de mistério e drama, criada por Baltasar Kormákur e produzida pela RVK Studios. A transmissão na Islândia, pela RÚV, começou em 27 de dezembro de 2015. É co-escrita por Sigurjón Kjartansson e Clive Bradley. 
A primeira temporada, de dez episódios segue Andri Olafsson (Ólafur Darri Ólafsson), o chefe de polícia em uma cidade remota na Islândia, que precisa resolver um assassinato cujo cadáver mutilado é recuperado por pescadores. 

## Elenco
- Ólafur Darri Ólafsson como Andri Olafsson, chefe da polícia de Siglufjörður (1ª temporada), detetive de Reykjavík (2ª temporada)*
- Ilmur Kristjánsdóttir como Hinrika Kristjánsdóttir, policial de Siglufjörður, posteriormente chefe de polícia
- Ingvar Eggert Sigurðsson como Ásgeir Þórarinsson, policial de Siglufjörður
- Þorsteinn Gunnarsson como Eiríkur Davidsson, pai de Agnes
- Nína Dögg Filippusdóttir como Agnes Eiríksdóttir, ex-mulher de Andri
- Bjarne Henriksen como Søren Carlsen, capitão da balsa
- Baltasar Breki Samper como Hjörtur Stefánsson, namorado de Dagný, que sobreviveu ao incêndio
- Björn Hlynur Haraldsson como Trausti Einarssson, chefe do Escritório de Investigação de Reykjavik
- Þorsteinn Bachmann como Sigurður Gudmundsson, mestre do porto, filho de Guðmundur
- Pálmi Gestsson como Hrafn Eysteinsson, prefeito de Siglufjörður, ex-chefe de polícia
- Jóhann Sigurðarson como Leifur, dono da fábrica de peixes e pai de María
- Sigrún Edda Björnsdóttir como Kolbrún, esposa de Hrafn, mais tarde uma política local
- Steinunn Ólína Þorsteinsdóttir como Aldís Grímsdóttir, esposa de Sigurður
- Hanna María Karlsdóttir como Þórhildur, a mãe de Agnes
- Ólafía Hrönn Jónsdóttir como Freyja, a mãe de Hjörtur
- Rúnar Freyr Gíslason como Sigvaldi, o novo parceiro de Agnes

## Lançamento
O primeiro episódio teve sua estreia mundial no Festival Internacional de Cinema de Toronto em 20 de setembro de 2015. A primeira temporada começou a ser transmitida na RÚV na Islândia em 27 de dezembro de 2015, e os direitos de transmissão já foram vendidos para vários países. A série começou na NRK1] da Noruega em 18 de janeiro de 2016, sob o título Innesperret, e na Yle da Finlândia em 2 de fevereiro, sob os títulos Fångade (em sueco) e Loukussa (em finlandês). No Reino Unido a série foi ao ar pela primeira vez na BBC Four em 13 de fevereiro e na RTÉ2 na Irlanda em 21 de fevereiro sob o título Trapped.